# Walter Cuestas Díaz
Walter Cuestas Díaz (Trujillo, 11 de septiembre de 1927 - Lima, 27 de febrero de 2017) fue un político peruano.

## Biografía
Participó en las elecciones municipales de 1963 como candidato a teniente alcalde del distrito del Rímac en la provincia de Lima por la Coalición APRA-UNO ocupando ese cargo en el periodo de 1964 a 1966. Entre 1970 y 1978, durante el gobierno militar, fue secretario nacional de organización del Partido Aprista Peruano. El mismo Víctor Raúl Haya de la Torre encargó a Cuestas la labor de guiar al aún joven Alan García Pérez en sus primeros años en el partido. Entre 1980 y 1990 fue diputado por Lima Metropolitana llegando a ocupar la primera vicepresidencia de su cámara. Tentó sin éxito la reelección en 1990.
Cuestas renunciaría al partido aprista y publicaría el año 2001 un libro titulado "Mi separación voluntaria del Partido Aprista Peruano" en la que cuestiona a la dirigencia del partido manejada por Alan García. Mantuvo una posición crítica a esta dirigencia y, en los últimos años de su vida, a los entendimientos que este partido hizo con el fujimorismo.
En el año 2004 fundó, junto con otros políticos peruanos como Alberto Borea Odría el partido Fuerza Democrática del que fue Secretario General de Organización. El partido tuvo fugaz existencia perdiendo la inscripción en el año 2007 tras sus pobres resultados en las elecciones generales del 2006.